# Saddem Hmissi
Saddem Hmissi (Nabeul, 16 de fevereiro de 1991) é um voleibolista profissional tunisiano que joga na posição de líbero. 

## Títulos
Clubes
Campeonato de Clube Africano:
- 2014, 2021
- 2013, 2015, 2016

Campeonato da Tunísia:
- 2015, 2016, 2018, 2019, 2020
- 2014, 2017
- 2013

Campeonato de Clubes Árabes:
- 2014
- 2018, 2019

Taça da Tunísia:
- 2014, 2017, 2018, 2019, 2020

Supertaça Tunísia:
- 2017, 2018

Seleção principal
Campeonato Africano Sub-19:
- 2008

Campeonato Árabe Sub-19:
- 2009

Campeonato Africano Sub-21:
- 2010

Campeonato Árabe:
- 2012

Jogos do Mediterrâneo:
- 2013

Campeonato Africano:
- 2017[1], 2019[2]
- 2013

## Premiações individuais
- 2008: Melhor recepção da Campeonato Africano Sub-19
- 2009: Melhor líbero da Campeonato Árabe Sub-19
- 2009: Melhor defesa da Campeonato Mundial Sub-19
- 2014: Melhor líbero da Campeonato de Clubes Árabes
- 2021: Melhor líbero da Campeonato de Clube Africano